# تکنیکوم

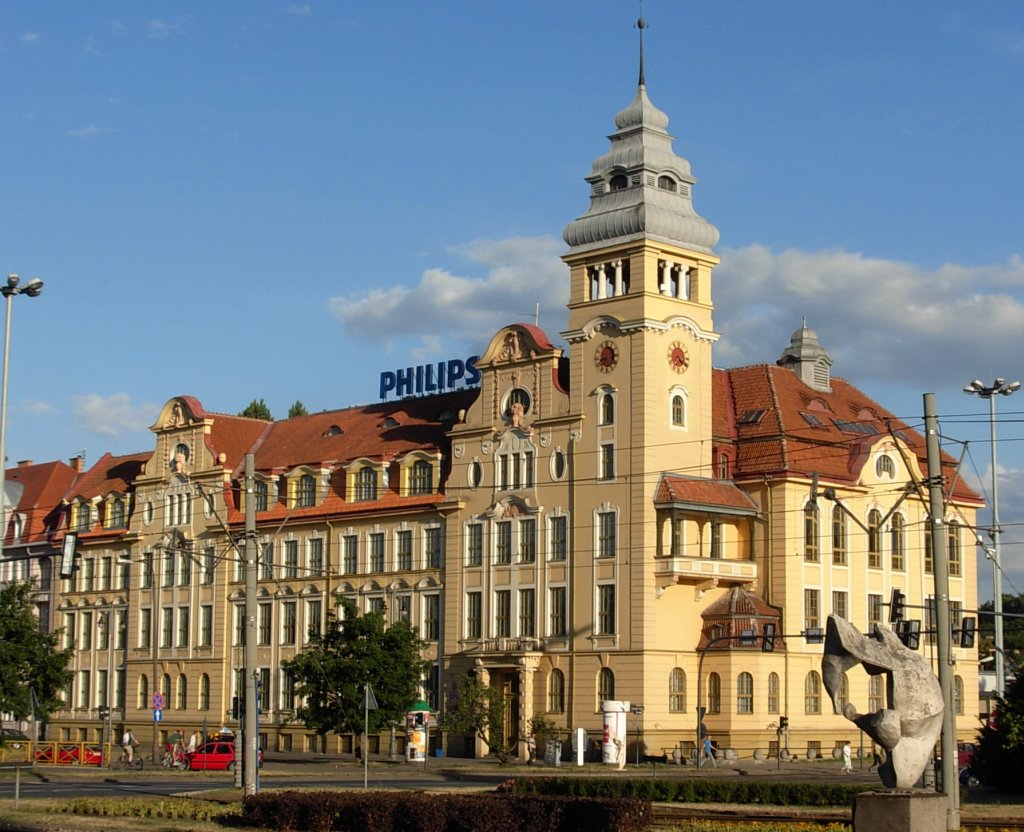
نمایی از یک مجتمع آموزشی (تکنیکوم) مدرسهٔ مکانیک در بیدگوشچ - ۲۰۰۸

تکنیکوم (به روسی: те́хникум)(به اوکراینی: те́хнікум)(به لهستانی: tekhnikum) به نوعی مؤسسه آموزش فنی و حرفه‌ای گفته می‌شود که سابقاً در کشورهای بلوک شرق متداول بود. یک تکنیکوم ممکن است در سطح پائین‌تر از دانشگاه (هنرستان) باشد، یا یک موسسه آموزش عالی باشد.

## در ایران
قبلاً در ایران مؤسساتی که تکنیکوم نامیده شوند وجود داشت. از نمونه‌های مشهور آن می‌توان به مدرسه عالی تکنیکوم نفیسی (که بعداً در دانشگاه صنعتی خواجه‌نصیر طوسی ادغام شد) و تکنیکوم تهران (که اکنون تحت عنوان هنرستان شهید سروندی فعالیت می‌کند) اشاره کرد.